# Linia kolejowa Púchov – Lúky pod Makytou – Horní Lideč CZ
Linia kolejowa Púchov – Lúky pod Makytou – Horní Lideč CZ – linia kolejowa na Słowacji, biegnąca przez kraj trenczyński, od Púchova do granicy z Czechami w okolicach Lysej pod Makytou. Linia na całej długości jest dwutorowa i zelektryfikowana.